# Charlottetown-Brighton
Pour les articles homonymes, voir Charlottetown (homonymie) et Brighton (homonymie).
Circonscription électorale provinciale du Canada
Charlottetown-Brighton est une circonscription électorale provinciale de l'Île-du-Prince-Édouard (Canada). La circonscription est créée en 1996 à partir de portions de la circonscription de 6e Queens.

## Liste des députés
| Charlottetown-Brighton                                                                | Charlottetown-Brighton | Charlottetown-Brighton    | Charlottetown-Brighton | Charlottetown-Brighton | Charlottetown-Brighton |
| Nom                                                                                   | Nom                    | Parti                     | Mandat                 | Législature            |                        |
| ------------------------------------------------------------------------------------- | ---------------------- | ------------------------- | ---------------------- | ---------------------- | ---------------------- |
| Pour la période 1873-1966, voir 5e Queens. Pour la période 1966-1996, voir 6e Queens. |                        |                           |                        |                        |                        |
|                                                                                       | Paul Connolly          | Libéral                   | 1996 - 2000            | 60e                    |                        |
|                                                                                       | Jeff Lantz             | Progressiste-conservateur | 2000 - 2003            | 61e                    |                        |
|                                                                                       | Robert Ghiz            | Libéral                   | 2003 - 2007            | 62e                    |                        |
|                                                                                       | Robert Ghiz            | Libéral                   | 2007 - 2011            | 63e                    |                        |
|                                                                                       | Robert Ghiz            | Libéral                   | 2011 - 2015            | 64e                    |                        |
|                                                                                       | Vacant                 | Vacant                    | 2015                   | 64e                    |                        |
|                                                                                       | Jordan Brown           | Libéral                   | 2015 - 2019            | 65e                    |                        |
|                                                                                       | Ole Hammarlund         | Vert                      | 2019 - 2023            | 66e                    |                        |
|                                                                                       | Rob Lantz              | Progressiste-conservateur | 2023 - en cours        | 67e                    |                        |

## Géographie
La circonscription comprend une partie de la cité de Charlottetown.